# Konradin Mediengruppe
Die Konradin Mediengruppe ist ein Medienunternehmen mit Sitz in Leinfelden-Echterdingen. Dieses gehört mit über 570 Mitarbeitern zu den größten Anbietern von Fachinformationen im deutschsprachigen Raum. Das Unternehmen ist mit einer Vielzahl von Fachmedien, Wissensmagazinen, Online-Portalen und Fachveranstaltungen befasst. Ergänzt wird das Medienangebot durch Dienstleistungen von Corporate Publishing bis Druck.

## Geschichte
Das Unternehmen wurde im Mai 1929 als Konradin Verlag Robert Kohlhammer von Robert Kohlhammer (1904–1983) gegründet, nach dem Zweiten Weltkrieg kam das Druckhaus Robert Kohlhammer dazu. 1976 beschäftigte man 400 Personen, die 22 Fachzeitschriften zur Verbreitung in 136 Länder produzierten. Seit dem Zukauf des Zeitschriftenbereichs der Deutschen Verlagsanstalt (DVA) 2003 ergänzen drei Special-Interest-Titel das sonst auf Fachzeitschriften ausgerichtete Portfolio der Mediengruppe. Durch die Übernahme der Heckel GmbH, Nürnberg, entwickelte sich die Druckerei unter dem Namen KonradinHeckel zu einem der führenden Rollenoffsetdrucker in Deutschland.

## Verlagsprogramm
Heute gehört die Mediengruppe zu den größten Anbietern von Fachinformationen im deutschsprachigen Raum. Mit rund 50 Fachmedien, Wissensmagazinen, Online-Portalen und Veranstaltungsreihen, ergänzt durch Dienstleistungen von Corporate Publishing bis Druck, deckt die Mediengruppe ein breites Spektrum ab.

## Geschäftsbereiche
Die Medien und Dienstleistungen sind verschiedenen Bereichen zugeordnet:

### Wissen
Der Bereich Wissen umfasst die Themenbereiche Wissenschaft, Geschichte sowie Natur und Nachhaltigkeit:
- bild der wissenschaft
- Damals
- natur
- wissen.de
- scinexx.de
- scienceblogs.de

### Industrie
Der Bereich Industrie umfasst 15 Fachzeitschriften, Sonderpublikationen und Online-Portale:
- Automationspraxis
- Beschaffung aktuell
- cav chemie anlagen verfahren
- dei – die ernährungsindustrie
- elektro Automation
- EPP Elektronik Produktion + Prüftechnik
- Industrieanzeiger
- industrie.de
- KEM Konstruktion
- mav Innovation in der spanenden Fertigung
- medizin&technik
- phpro – Prozesstechnik für die Pharmaindustrie
- Prozesstechnik online
- Quality Engineering
- Sicherheitsbeauftragter
- Sicherheitsingenieur
- wirautomatisierer.de

### Arbeitswelt
- Mensch&Büro
- ErgoMed
- Sicherheitsbeauftragter
- Sicherheitsingenieur
- DGUV faktor arbeitsschutz

### Augenoptik
- Der Augenoptiker
- die Kontaktlinse

### Architektur und Ausbau
- dds – das magazin für möbel und ausbau
- BM Innenausbau/Möbel/Bauelemente
- Möbel Verkaufen
- Malerblatt
- Lackiererblatt
- db deutsche bauzeitung
- md Interior Design Architecture
- bba bau beratung architektur

### Genuss
Der Bereich Genuss versorgt Fachhändler und Experten in Handel, Gastronomie und Industrie mit Brancheninformationen:
- selection
- Weinwisser
- Tobacco Journal International
- HandelsDigest
- Die Tabak Zeitung
- DTZ Shop – News für Tankstellenbetreiber
- Smokers Club

## Gliederung
Die Mediengruppe umfasst folgende Firmen:
- Konradin Mediengruppe GmbH
- Konradin Verlag Robert Kohlhammer GmbH
- Konradin Medien GmbH
- Konradin Business GmbH
- Konradin Relations
- Konradin Selection GmbH
- Medienservice Konradin GmbH (Medienshop)
- Dr. Curt Haefner-Verlag GmbH
- Konradin Druck GmbH
- Heckel GmbH